# Stadtpark Mücheln
Der Stadtpark Mücheln ist ein denkmalgeschützter Park in der Stadt Mücheln in Sachsen-Anhalt. Im örtlichen Denkmalverzeichnis ist der Park unter der Erfassungsnummer 094 20350 als Baudenkmal verzeichnet.

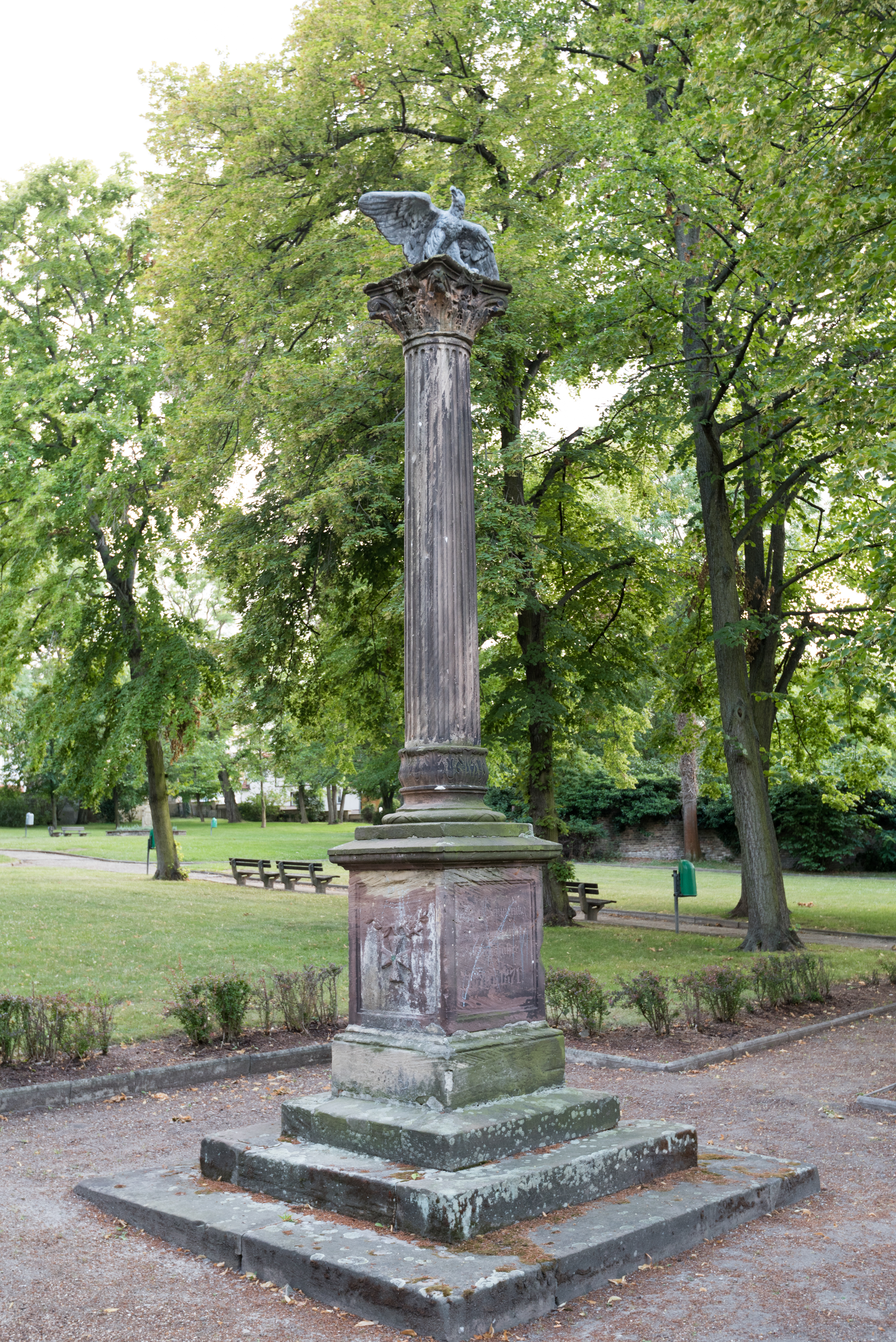
Kriegerdenkmal für die Gefallenen des Deutsch-Französischen Kriegs

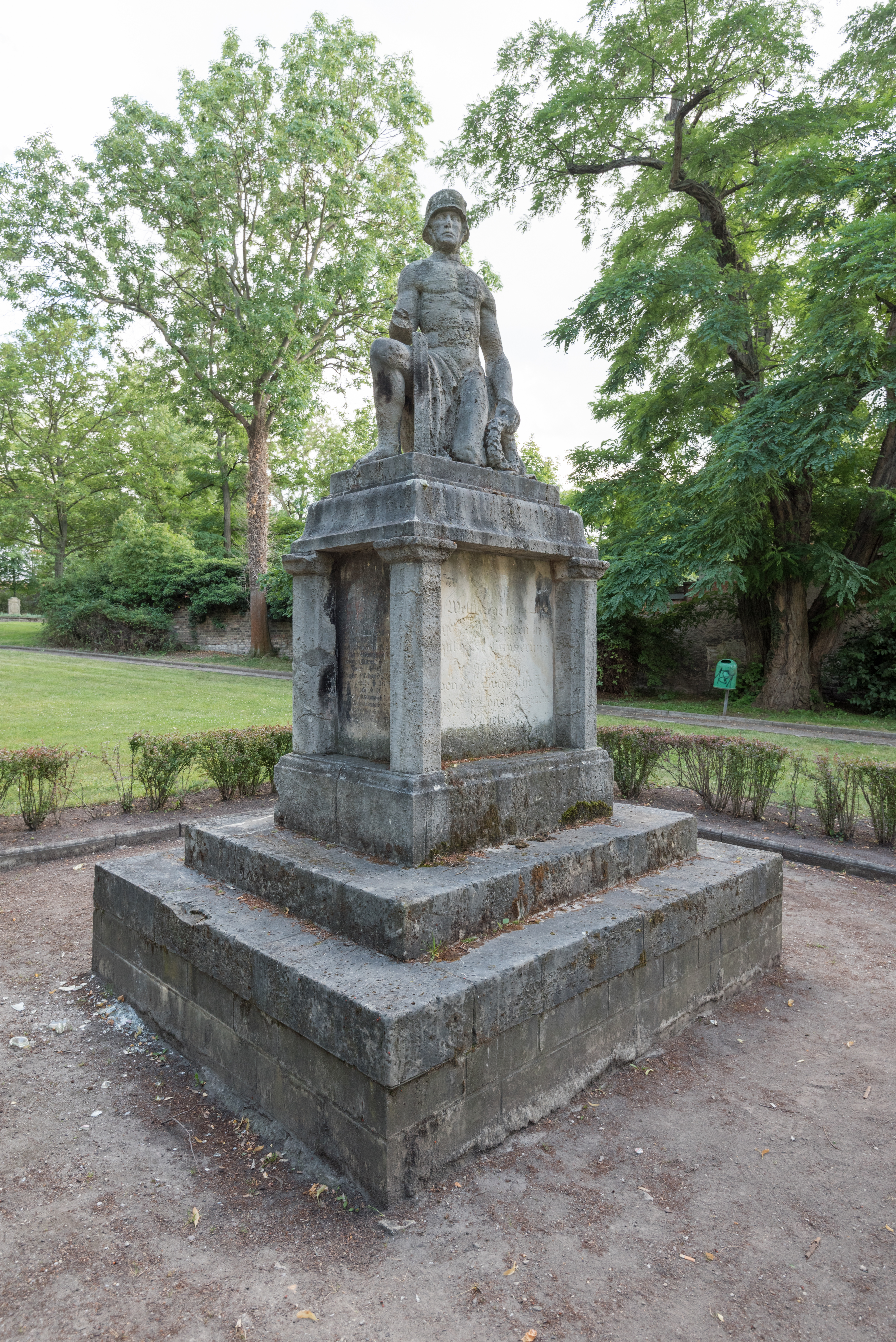
Kriegerdenkmal für die Gefallenen des Ersten Weltkriegs

## Geschichte
Bei dem heutigen Stadtpark handelt es sich um einen aufgelassenen und zum Park umgestalteten Friedhof der Stadt. Neben drei Kriegerdenkmalen befinden sich an der Einfriedung des alten Pfarrhauses mehrere barocke Grabmale.

## Denkmäler

### Befreiungskrieg
Ein einfacher Stein, in Form eines Grabsteines, erinnert an die Gefallenen der Befreiungskriege. Zwei Inschriften befinden sich in dem Stein. Die Inschrift auf der Vorderseite lautet dem Andenken der in der hiesigen Kirche im Oktober 1813 an ihren Wunden verstorbenen und hier ruhenden Krieger und die auf der Rückseite Gewidmet von der Commune in Mücheln.

### Deutsch-Französische Freundschaft
Im Stadtpark von Mücheln steht ein schlichter Stein, der als Denkmal für die Deutsch-Französische Freundschaft am 6. Juli 2001 aufgestellt wurde. Der Stein trägt die Inschrift Unseren französischen Freunden zum Gedenken 6. Juli 2001.

### Deutsch-Französischer Krieg
Zu Ehren der Gefallenen des Deutsch-Französischen Kriegs von 1870/71 errichtete der Landwehrverein Mücheln ein Denkmal im Stadtpark. Es handelt sich um eine Stele auf einem Stufensockel, gekrönt von einem Adler.

### Erster Weltkrieg
Der Landwehrverein Mücheln ließ auch das Kriegerdenkmal für die Gefallenen des Ersten Weltkriegs errichten. Auf einem Stufensockel befindet sich eine Stele mit einem knienden Soldaten. Der rechte Arm ist abgebrochen, so dass nicht mehr erkennbar ist, was er darin hielt. Auf allen vier Seiten der Stele sind noch im Ansatz die Namen der Gefallenen zu erkennen, vollständig lesbar sind sie nicht mehr. Das Denkmal wurde vom Bildhauer Paul Juckoff geschaffen.